# Homola vigil
Homola vigil är en kräftdjursart som beskrevs av Alphonse Milne-Edwards 1880. Homola vigil ingår i släktet Homola och familjen Homolidae. Inga underarter finns listade i Catalogue of Life.